# ギリシャ国営放送
ギリシャ国営放送（希: Ελληνική Ραδιοφωνία Τηλεόραση, Ellinikí Radiofonía Tileórasi）は、ギリシャの国営放送局。欧州放送連合の加盟局で、資金調達金の88%がライセンス料で賄えていた。ギリシャ政府は緊縮策の一環として2013年6月11日に一旦閉鎖されたが、その後2015年6月に再開した。

## 歴史
ERTは1938年にEIR（ギリシャラジオ財団）として開局。第二次世界大戦中ははナチス・ドイツによる占領で中断されたが、戦後は国際ラジオと3つの国内向けラジオを運営した。
テレビは1965年に試験放送が開始され、1966年に放送開始。1970年にはEIRT（ギリシャラジオ・テレビ財団）に変更。2つのテレビ放送を運営。ギリシャ軍事政権時代の1974年まで国営となり、その後1982年にERT2、1987年にERT3が開局した。2006年にはユーロビジョン・ソング・コンテストを制作した。
2013年6月11日、ギリシャ政府は緊縮策の一環としてERTの閉鎖を発表。6月12日早朝に複数のチャンネルで放送を終了し閉鎖した。この閉鎖により、約2600人の職員は解雇された。政府はできるだけ早く新体制を確立して放送再開を目指すとしていた。なお、一部のERT職員はテレビ・ラジオ放送終了後も局内にとどまり、インターネットで放送を続けていた。政府は同日、公共放送の新組織として「新ギリシャ・ラジオ・インターネット・テレビジョン（希: Νέα Ελληνική Ραδιοφωνία, Ίντερνετ και Τηλεόραση（希: NEPIT）、英語：New Hellenic Radio, Internet and Television（NERIT））を提案し、2014年3月に放送開始したが、その後2015年4月、ツィプラス政権はERT復活法を議会で可決し、NERITを閉鎖し同年6月にERTを復活させ放送を再開した。

## チャンネルの種類

### テレビ
- ERT 1 (エルト・エナ）
- ERT 2 (エルト ・ ディオ)
- ERT 3（エルト・ツリア）
- ERT World (エルト・ワールド)
- ERT News (エルト・ヌス)

### ラジオ
- ERA
- ERA2
- ERA3
- ERA Spor
- ギリシャの声（国際放送）
- ERA NET
- FILIA